# Stachyuraceae
Stachyuraceae is een botanische naam, voor een familie van tweezaadlobbige planten. Een familie onder deze naam wordt algemeen erkend door systemen voor plantentaxonomie, en ook door het APG-systeem (1998) en het APG II-systeem (2003).
Het gaat om een heel kleine familie, van enkele soorten, die voorkomen in het Verre Oosten.
Stachyurus praecox wordt in het Nederlands "Staartaar" genoemd.
Het APG-systeem plaatst haar niet in een orde, maar APG II plaatst haar in de orde Crossosomatales. Het Cronquist systeem (1981) plaatste de familie in de orde Violales.